# Busto di Lenin
Il Busto di Lenin è un monumento situato a Cavriago, in provincia di Reggio nell'Emilia. 
Dedicato a Lenin, il busto venne donato alla cittadina emiliana dall'Unione Sovietica in occasione del gemellaggio con la cittadina moldava di Bendery.
Uno dei pochi monumenti dedicati al leader bolscevico della Rivoluzione d'ottobre presente in un luogo pubblico del blocco occidentale durante la guerra fredda, è una popolare meta turistica.

## Il legame tra Cavriago e l'URSS

### Il primo dopoguerra e l'ordine del giorno in solidarietà alla Rivoluzione d'Ottobre
Il 6 gennaio 1918 nel circolo cavriaghese del Partito Socialista Italiano era in atto il dibattito interno tra la corrente riformista di Cesare Arduini e quella massimalista dei bolscevichi Domenico Cavecchi e Domenico Bonilauri, le cui idee prevalsero: il piccolo circolo politico approvò così una mozione a sostegno del giornale socialista Avanti! e del suo direttore "per l'incessante lotta che continuamente combattono per il trionfo dell'intransigenza assoluta e di approvazione del programma degli spartachisti tedeschi e il programma del Soviet di Russia e plaudono il suo capo Lenin per l'instancabile opera che sostiene contro i reazionari sostenitori dell'imperialismo". Questa notizia venne pubblicata sull'Avanti!, una copia del quale venne spedita anche in Unione Sovietica.
Il 6 marzo 1919, durante il primo congresso della Terza Internazionale Comunista organizzato a Mosca, Lenin esaltò l'iniziativa dei compagni cavriaghesi:
(Lenin)
Alle elezioni amministrative del 1920 i socialisti cavriaghesi vinsero con oltre l'80% dei voti e venne eletto a sindaco Cavecchi. Quest'ultimo, in occasione della propria elezione a sindaco in consiglio comunale, votò scrivendo sulla scheda "Lenin" (da qui deriverebbe la leggenda secondo cui Lenin sarebbe il sindaco onorario di Cavriago). Il 6 settembre 1921 il consiglio comunale di Cavriago, a maggioranza comunista, approvò una deliberazione per donare alla causa sovietica una cospicua somma di denaro per l'epoca:
(Consiglio comunale di Cavriago, 6 settembre 1921)
Nel frattempo, erano già iniziate le violenze delle squadre fasciste contro gli amministratori socialisti: pochi mesi dopo, il consiglio comunale di Cavriago dovette dimettersi e il 6 agosto 1922 il prefetto di Reggio Emilia nominò il commissario Ugo Verlicchi, decretando così anche nella cittadina reggiana l'inizio della dittatura fascista: il fondo per la Russia, previsto anche per il 1922, venne destinato al monumento ai caduti della prima guerra mondiale, mentre Cavecchi fu arrestato. Ancora nel 1924 comunque i comunisti distribuirono volantini per commemorare la morte del leader sovietico.

### Il secondo dopoguerra
Dopo la fine della seconda guerra mondiale, il comune di Cavriago ritornò saldamente nelle mani del PCI, che dai primi anni Cinquanta in poi non scese mai sotto il 65% dei voti, mentre circa il 20% della popolazione era iscritta al partito. Il mito dell'Unione Sovietica e di Lenin in questi anni raggiunse il culmine: già il 9 novembre 1945 venne celebrato l'anniversario della Rivoluzione russa, mentre il 30 giugno 1946 arrivò nella cittadina una delegazione del Komsomol. Delegati cavriaghesi fecero parte della delegazione del PCI inviata a Berlino Est per il Festival internazionale della gioventù e di quella inviata dalla CGIL in URSS, mentre diversi giovani comunisti locali vennero selezionati e inviati a studiare per alcuni anni a Mosca. In occasione della morte di Stalin nel 1953 poi, il sindaco venne denunciato per aver esposto la bandiera comunale listata a lutto.
Negli anni Sessanta, nonostante la destalinizzazione arrivata anche in provincia di Reggio Emilia, il legame con l'URSS rimase forte. In questo periodo iniziò a esservi un'attenzione verso il piccolo comune reggiano da parte delle autorità sovietiche. Nell'aprile 1965 comparve sulla Pravda un reportage sulle trasformazioni in corso a Cavriago (che stava vivendo anch'essa il suo boom economico), mentre un altro articolo, intitolato Lenin sindaco onorario di Cavriago, venne scritto nel settembre 1969 da Jurij Lopatin, giornalista della TASS.

## La scultura

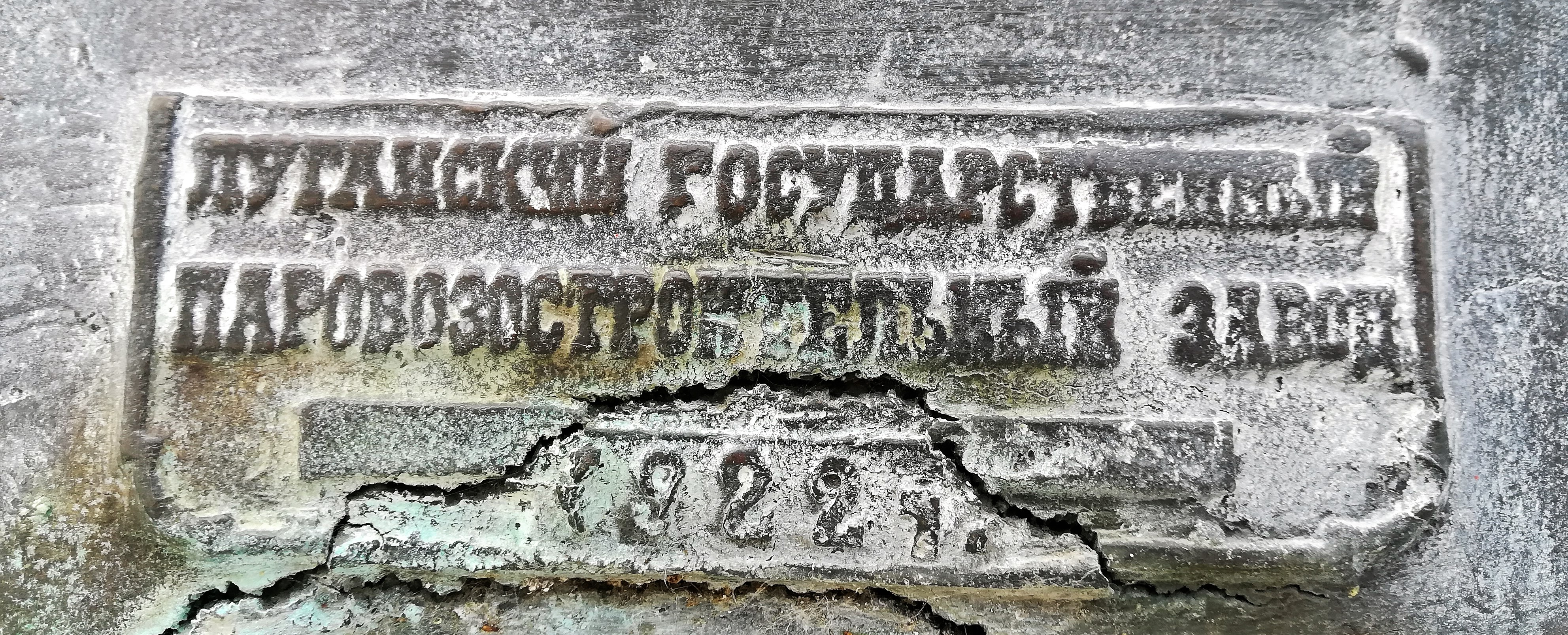
Particolare dell'iscrizione del 1922 con il nome della fabbrica dove è stato realizzato il busto. (ЛУГАНСКИЙ ГОСУДАРСТВЕННЫЙ ПАРОВОЗОНТЕЛНЫЙ ЗАВОД - 1922 г. Fabbrica statale di locomotive di Lugansk - anno 1922)

Il Busto di Lenin situato a Cavriago è una delle poche sculture risalenti al periodo in cui il leader bolscevico era ancora in vita.
Nel 1922 gli operai della fabbrica statale di locomotive a vapore Luganskij parovozostroitel'nyj zavod, nella città ucraina di Lugansk, decisero di omaggiare il leader rivoluzionario e, dopo averne recuperato un modello di busto, affidarono al modellista Ivan Petrovich Borunov la realizzazione di una copia. Sulla base di quest'ultima, sotto la direzione del maestro fonditore G. I. Stolzer venne fusa una campana e fu creato il busto in bronzo, inaugurato il 1° maggio 1922 e collocato originariamente di fronte alla fabbrica. Due anni più tardi, alla morte di Lenin, il busto venne spostato nella piazza principale di Lugansk, ma nel 1932 venne sostituito da un nuovo monumento e spostato presso la sede cittadina del Partito Comunista ucraino in via Puškinskaja.
Nel giugno 1941, con l'avvio dell'operazione Barbarossa, l'Unione Sovietica venne invasa dalle truppe dell'Asse, tra cui anche le truppe italiane del CSIR e poi dell'ARMIR. Dopo più di un anno di guerra, nel corso dell'offensiva del 1942 l'esercito italiano occupò Lugansk (rinominata nel 1935 Vorošilovgrad). Il 22 luglio 1942 il busto venne trafugato dalla Milizia stradale e portato in Italia come bottino di guerra:
(Targa apposta sul busto originale)
Il busto fu portato a Roma, nell'Armeria delle prede belliche, e lo stesso anno fu esposto come bottino di guerra nella terza edizione della Mostra della rivoluzione fascista. Sul periodo successivo vi sono alcuni dubbi. Secondo alcuni articoli di stampa il busto sarebbe stato ritrovato in Toscana da partigiani. In ogni caso dopo la liberazione di Roma venne individuato tra i beni della Galleria nazionale d’arte moderna e restituito all'ambasciatore sovietico a Roma.

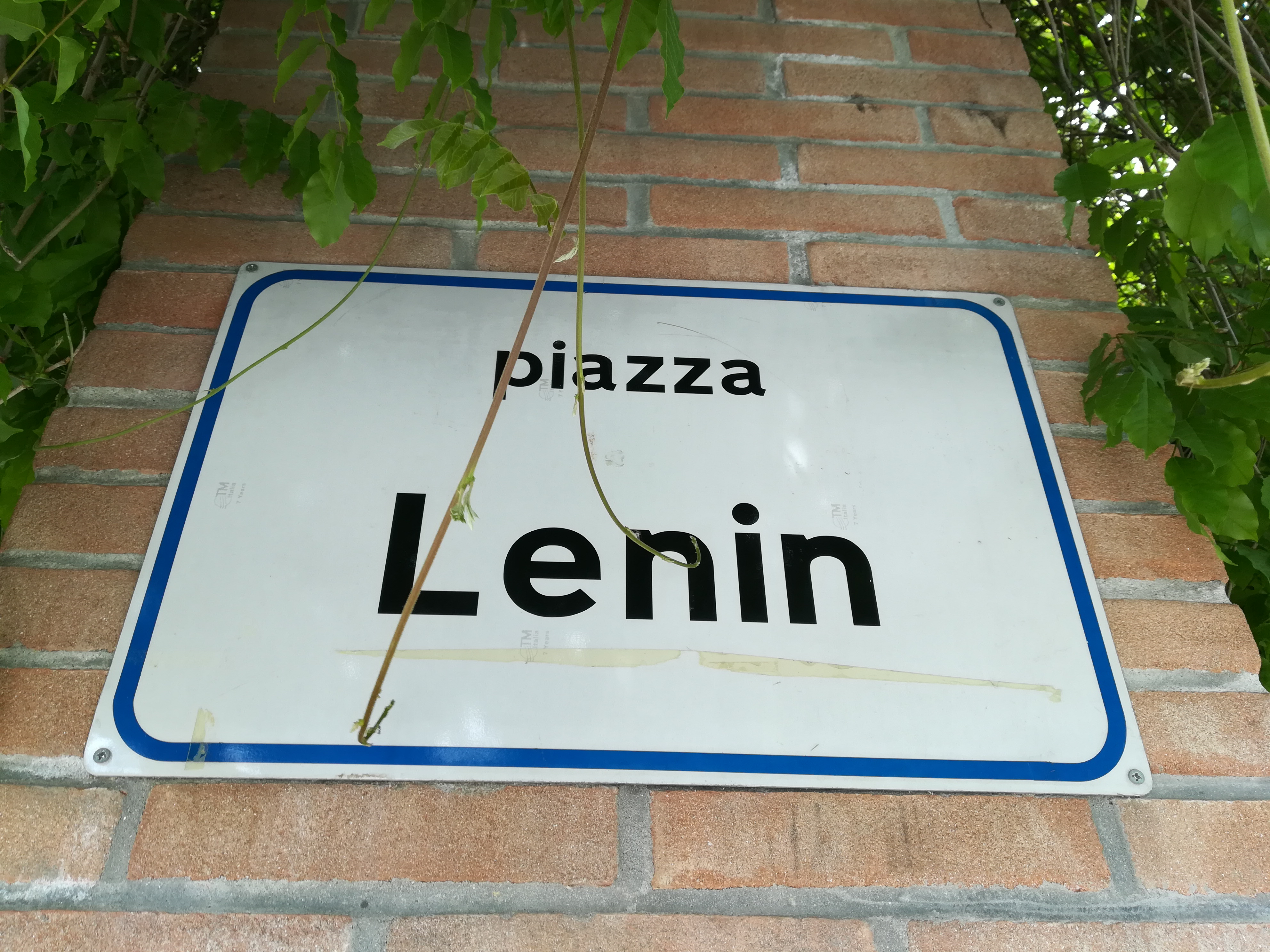
Targa sulla piazza Lenin a Cavriago

### L'arrivo della statua a Cavriago
In vista del 1970, centenario della nascita di Lenin, il comune di Cavriago organizzò diverse iniziative. Tra di esse vi era un gemellaggio con la cittadina moldava di Bendery (oggi Tighina, in Transnistria). In febbraio venne quindi inviata dall'URSS all'ambasciata sovietica a Roma una testa di Lenin in gesso, che sarebbe dovuta essere il regalo ai cavriaghesi in vista del gemellaggio. Il 13 marzo presero ufficialmente avvio le celebrazioni del gemellaggio, con l'arrivo della delegazione sovietica nella cittadina emiliana. L'8 aprile 1970 poi il consiglio comunale di Cavriago intitolò a Lenin la piazza cittadina di fronte al campo sportivo.
In vista dell'arrivo e dell'inaugurazione del busto, previste per il 17 aprile, i comunisti cavriaghesi inviarono all'ambasciata Piero Cadoppi, alla guida di un camioncino del latte delle Latterie riunite, e Rodolfo Curti, che dal 1964 al 1967 aveva studiato a Mosca e perciò parlava il russo. Arrivati all'ambasciata sovietica in via Gaeta tuttavia furono delusi dalla testa in gesso, che era peraltro troppo grande per essere trasportata dal camioncino. I due videro però nel cortile dell'ambasciata la statua di Borunov e intavolarono perciò una trattativa con il delegato d'ambasciata Rodolfo Petrov per ottenerla al posto della testa in gesso, riuscendo infine a spuntarla.

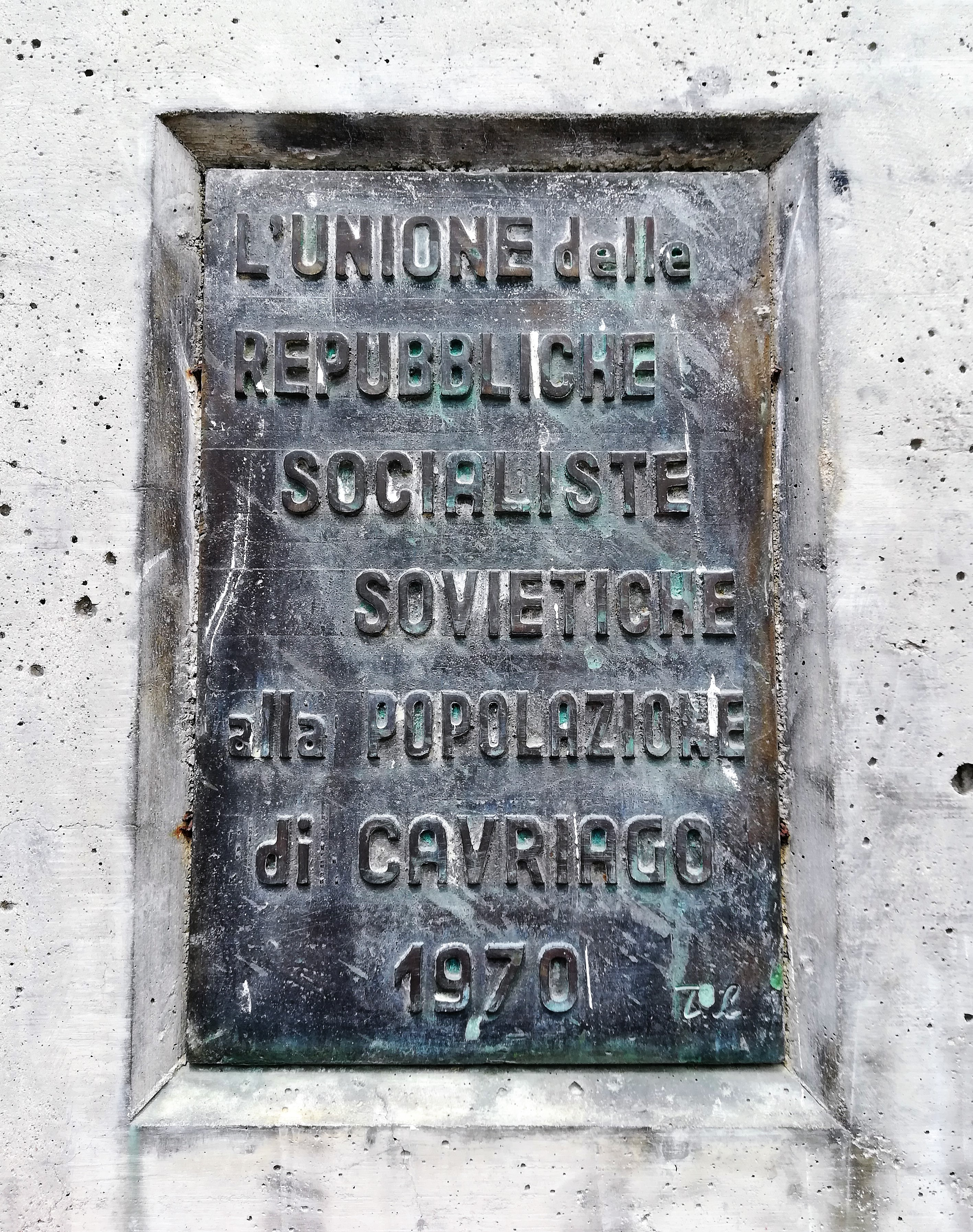
La dedica del 1970

Nel giorno stabilito venne così inaugurato il busto di Lenin a Cavriago, alla presenza dei delegati provenienti da Bendery, dell'ambasciatore sovietico in Italia Nikita Rykov, del segretario dell'associazione Italia-URSS Leone Kapalet e del senatore comunista Gelasio Adamoli. Secondo le testimonianze, i delegati moldavi, quando videro che la statua non era quella prevista, ebbero un sussulto e provarono a protestare, ma senza esito. Il giornalista Lolli Zamojskij descrisse l'evento al pubblico sovietico in un articolo per l'Izvestija. Il 1° maggio 1971 avvenne poi l'atto ufficiale del gemellaggio tra Cavriago e la città moldava. In tale occasione il Comune di Cavriago dedicò a Bendery una piazza, mentre i sovietici emisero un francobollo commemorativo. L'anno successivo i comunisti cavriaghesi ricambiarono la visita, tornando nel 1975 per le celebrazioni del 30° anniversario della vittoria sovietica nella seconda guerra mondiale. Dal canto suo la cittadina emiliana ospitò a più riprese il balletto folcloristico Prietenija di Bendery.
Cavriago da questo momento entrò stabilmente a far parte dei luoghi di visita da parte delle delegazioni sovietiche in Italia. Ne è un esempio il reportage della televisione sovietica del 1977, dove vennero mostrate Roma, Reggio Emilia e Cavriago. Nel 1981 vi saranno ulteriori scambi con Bendery in occasione del decennale dal gemellaggio, mentre nel 1988 il presidente del Soviet Supremo, Andrej Gromyko, decorò la partigiana cavriaghese Rosina Becchi con l'Ordine della Guerra patriottica di I classe.
Il busto venne colpito da vari vandalismi, tra cui il più grave avvenne nel 1977, quando fu minato e abbattuto in un attentato. Il busto originale venne allora spostato, dapprima presso la sede del PCI e successivamente nell'atrio della biblioteca civica, dove è ancora oggi, mentre in piazza Lenin venne collocata una copia, fissata a un plinto di cemento profondo 5 metri.

### Dopo la caduta del Muro: tra polemiche enostaljaščeeemiliana
Nonostante l'opposizione di buona parte dei militanti a livello locale (la mozione di Occhetto, che prevedeva il cambio di nome e simbolo, ottenne solo il 43% dei consensi nell'ultimo congresso del dicembre 1990), anche a Cavriago arrivarono le conseguenze della caduta del Muro di Berlino e del crollo del comunismo sovietico. Nel 1990 vi fu una prima proposta di rimozione del busto da parte della locale Federazione Giovanile Socialista Italiana, che l'anno successivo propose di rinominare la piazza, dedicandola a Turati. Entrambe le proposte vennero respinte dalla giunta comunale, saldamente nelle mani del PCI prima (che aveva vinto le elezioni amministrative del 1990 col 65% dei voti) e di PDS e PRC dopo l'ultimo congresso comunista e la successiva scissione. Nel settembre 1991 si rinnovò anzi il legame con Bendery, con un invio di una delegazione in Transnistria, guidata dal sindaco, per il ventesimo anniversario del gemellaggio.
Il busto di Lenin di Cavriago divenne in questo periodo per la prima volta un caso nazionale: nel 1990 vi dedicò una puntata Samarcanda su Rai 3, l'anno successivo seguì Unomattina su Rai 1. Nello stesso anno in Piazza Lenin venne organizzato un Red flag rave, durante il quale vennero esposti cartelli come «il muro di Cavriago non crolla» e «Mosca ammaina la bandiera rossa, i comunisti di Cavriago la rialzano». Nel 1993 poi venne organizzata a Cavriago la festa nazionale di Liberazione, il giornale di Rifondazione Comunista.
Nell'aprile 1995, in un periodo caratterizzato dalla diffusione di notizie su statue piangenti della Madonna, anche il busto di Lenin venne trovato con lacrime dipinte, che alludevano anche alle recenti sconfitte politiche dei partiti italiani di sinistra. Nel 1999 l'opposizione in consiglio comunale propose di porre nella piazza il carro armato usato nei film di Peppone e Don Camillo per "bilanciare" il busto.

Piazza Lenin a Cavriago

A partire dall'inizio degli anni Duemila il busto ha assistito a una progressiva mutazione di significato. Anche a causa del passaggio generazionale (nel 1999 era morto Bruno Ferrari, storico custode del busto), è divenuto infatti soprattutto il simbolo di un'epoca passata, in una sorta di nostaljaščee in salsa emiliana. In questi anni il busto divenne il protagonista di opere culturali, come il romanzo Il busto di Lenin, di Giuseppe Caliceti, pubblicato nel 2004, e la canzone Piccola Pietroburgo degli Offlaga Disco Pax, uscita nel 2005. Nel 2011 la piazza fu rifatta con l'aggiunta di giardini e aiuole, perdendo l'aspetto tipico del realismo socialista che aveva in precedenza.
Ciò in ogni caso non significa che la statua abbia perso del tutto il proprio significato politico. Dal 2004 infatti il Partito Marxista-Leninista Italiano (PMLI) vi commemora annualmente la morte del rivoluzionario sovietico ogni 21 gennaio. Nel 2016 venne visitato da Viktor Eliseev, direttore del Coro della Rosgvardia. Dall'altro lato, nel 2009 Casapound lo vandalizzò travestendolo con il proprio simbolo della tartaruga, nel 2013 vi fu un nuovo attentato. A partire dal 2017, con il centenario della Rivoluzione d'Ottobre, il busto salì nuovamente alla ribalta nazionale. In gennaio alla tradizionale commemorazione del PMLI si unirono anche PCI, PRC e una lista civica locale. I media nazionali lo "riscoprirono" e vi dedicarono servizi, tra gli altri, il Corriere della Sera, Radio 2 e La7. Nel 2019 Ignazio La Russa andò a Cavriago per protestare contro la presenza del busto, mentre Matteo Salvini lo citò in occasione della campagna elettorale per le elezioni regionali in Emilia-Romagna del 2020.
A partire dalla seconda metà degli anni Dieci del Duemila, il busto, divenuto ormai un simbolo cittadino, viene usato come punto di partenza per diversi contributi e iniziative culturali sulla storia di Cavriago e del socialismo locale e internazionale. Nel 2020 nasce un'associazione (tra i cui fondatori vi è Rodolfo Curti) volta alla manutenzione e alla tutela della piazza, e che organizza diversi spettacoli, oltre a vendere gadget come un busto di Lenin da scrivania.
Nel 2019, in vista del 120º anniversario della nascita di Lenin, nel 2020, il Comune decide di esporre di nuovo al pubblico il busto originale. L'inaugurazione viene tuttavia rinviata dapprima a causa della pandemia di Covid-19, e poi per l'invasione russa dell'Ucraina del febbraio 2022. Dal 5 marzo 2023 il busto originale è nuovamente esposto al pubblico presso l'emeroteca del Multiplo Centro Cultura.

## Nella cultura di massa
Il Busto di Lenin e la sua storia hanno ispirato diverse opere culturali. Il busto è il protagonista del romanzo Il busto di Lenin, scritto da Giuseppe Caliceti e pubblicato nel 2004, che racconta di cinque pensionati che difendono il monumento da tentativi di vandalismi e attentati, rendendo il busto il tramite per un rapporto tra diverse generazioni.
L'anno successivo esce la canzone Piccola Pietroburgo, ottava traccia dell'album Socialismo tascabile (Prove tecniche di trasmissione) pubblicato nel 2005 dal gruppo Offlaga Disco Pax.